# Lion-en-Sullias
Lion-en-Sullias is een gemeente in het Franse departement Loiret (regio Centre-Val de Loire) en telt 394 inwoners (2005). De plaats maakt deel uit van het arrondissement Orléans.

## Geografie
De oppervlakte van Lion-en-Sullias bedraagt 23,6 km², de bevolkingsdichtheid is 16,7 inwoners per km².
De onderstaande kaart toont de ligging van Lion-en-Sullias met de belangrijkste infrastructuur en aangrenzende gemeenten.

## Demografie
Onderstaande figuur toont het verloop van het inwonertal (bron: INSEE-tellingen).